# 東京証券代行
東京証券代行株式会社（とうきょうしょうけんだいこう、英文社名：Tokyo Securities Transfer Agent Co., Ltd.）は、かつて存在した証券代行業を主業務とする日本の企業。三井住友トラストグループであった。

## 概要
日立製作所の株式業務部門を独立させ1962年に設立される。以降日立製作所の子会社として営業していたが、2004年に中央三井信託銀行株式会社への株式譲渡が発表され、翌2005年に同行の子会社となった。2011年に、中央三井トラスト・ホールディングスと住友信託銀行が経営統合し三井住友トラスト・ホールディングスが発足して以降、三井住友トラストグループ傘下である。
証券代行専門会社として、企業の株式事務代行・株式関連のコンサルティングを行うほか、株式実務に関する著書および機関紙「東証代だより」の発行も行っている。
2025年1月1日付で、日本証券代行と共に三井住友信託銀行に吸収合併され解散。東京証券代行が手掛けていた事業は三井住友信託銀行が継承した。

## 沿革
- 1962年 - 日立製作所の株式部門から分離独立し設立
- 1964年 - 銀行・証券4社が資本参加、全国8証券取引所から株式事務代行機関として認定される
- 2005年 - 中央三井信託銀行の子会社となる
- 2006年 - 中央三井信託銀行の100%子会社となる
- 2009年 - 中央三井証券代行ビジネス株式会社を吸収合併
- 2011年 - 三井住友トラストグループとなる
- 2025年 - 三井住友信託銀行に吸収合併され解散

## 不祥事
2020年9月24日に三井住友信託銀行が公表したプレスリリースによると、当社が受託した株主総会の議決権行使集計業務について、三井住友トラストTAソリューションを通じて再委託した日本株主データサービスにおいて、2020年5月から7月に開催された株主総会のうち当社が受託した38社で株主総会の議決権行使を巡り、期限当日に届いた議決権行使書を集計から外すといった不適切処理が行われていた。